# Arūnas Gelūnas

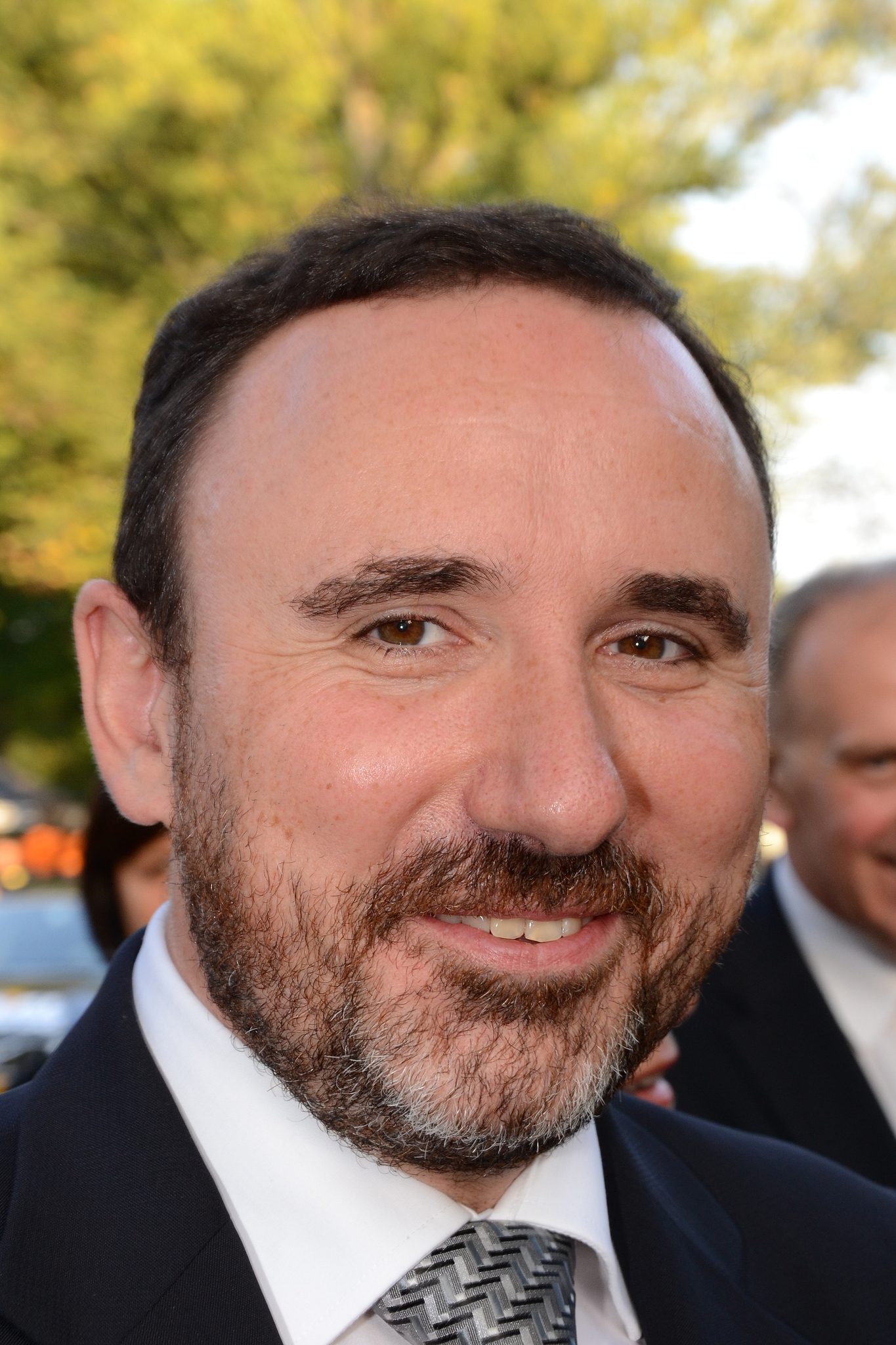
Arūnas Gelūnas (2011)

Arūnas Gelūnas (* 13. Dezember 1968 in Kaunas) ist ein litauischer Philosoph, Maler, Grafiker und Diplomat,  Politiker, litauischer Kulturminister (2010–2012), Seimas-Mitglied (2016–2019).

## Leben
Er besuchte 1975 bis 1986 die Jonas-Jablonskis-Mittelschule in Kaunas und absolvierte nach dem Abitur von 1988 bis 1994 das Diplomstudium Grafik an der Kunstakademie Vilnius. Von 1995 bis 1997 studierte er japanische Malerei in Tokio (Japan) und von 1997 bis 2001 an der Vytautas-Magnus-Universität Kaunas. Er promovierte zum Doktor der Philosophie auf Englisch (Nishida und Merleau-Ponty Philosophie).
Von 1997 bis 2004 unterrichtete er Grafik an der Fakultät Kaunas der VDA, von 2001 bis 2002 war er Assistent am Lehrstuhl für Philosophie der VDU. Von 2002 bis 2003 war er Prodekan und von 2003 bis 2004 Dekan der Fakultät Kaunas der VDA, von 2004 bis 2010 Prorektor der Akademie. 2005 und 2007 lehrte er als Dozent am Lehrstuhl für Kunstgeschichte und Theorie und am Lehrstuhl für Grafik.
Von 2010 bis 2012 war er Kulturminister Litauens. Ab November 2012 war er Ständiger Vertreter bei der UNESCO und von 2016 bis April 2019 Seimas-Mitglied. Er leitet das Lietuvos dailės muziejus als Direktor.